# Вест-Кантрі

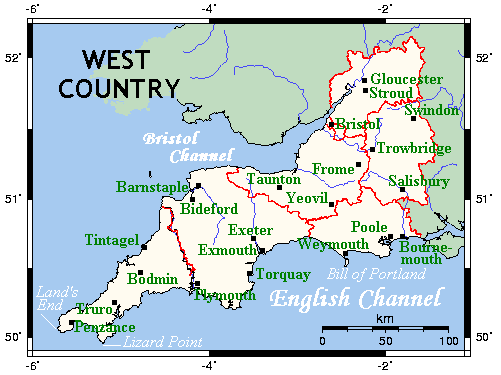
Один з варіантів інтерпретації кордонів Вест-Кантрі, ідентичний території Південно-Західній Англії, яка включає графства Бристоль, Корнуолл, Девон, Дорсет, Глостершир, Сомерсет і Вілтшир

Вест-Кантрі (англ. West Country, дослівно — Західна країна) — територія південно-західної Англії, яка зазвичай включає графства Корнуолл, Девон, Дорсет, Сомерсет і Бристоль і часто поширюється також на графства Вілтшир і Глостершир. У Вест-Кантрі поширений характерний регіональний англійський діалект і акцент, а також цей регіон є батьківщиною для корнської мови.

## Кордони
Вест-Кантрі обмежена Ла-Маншем на півдні та Бристольською затокою, дельтою річки Северн або графством Герефордшир на півночі. Східна межа виражена менш чітко. Згідно найбільш поширеним визначенням східні кордони Вест-Кантрі відповідають офіційному регіону Південно-Західної Англії. Згідно найконсервативніших визначень, до Вест-Кантрі входять лише три графства: Корнуолл, Девон і Сомерсет, в той час як найбільш широке визначення включає до Вест-Кантрі крім усіх графств Південно-Західної Англії додатково ще й Герефордшир (який офіційно є частиною регіону Західний Мідленд).
В опитуванні YouGov у 2019 році 72 % респондентів відносили до Вест-Кантрі графства Корнуолл і Девон, 70 % відносили до цієї території Сомерсет, 69 % — Бристоль і 55 % — Дорсет. Інші округи отримали менше ніж 50 %: 28 % опитуваних включали до складу Вест-Кантрі Вілтшир, 27 % — Глостершир, 12 % — Герефордшир і 9 % включали Вустершир.

## Специфічне використання терміна

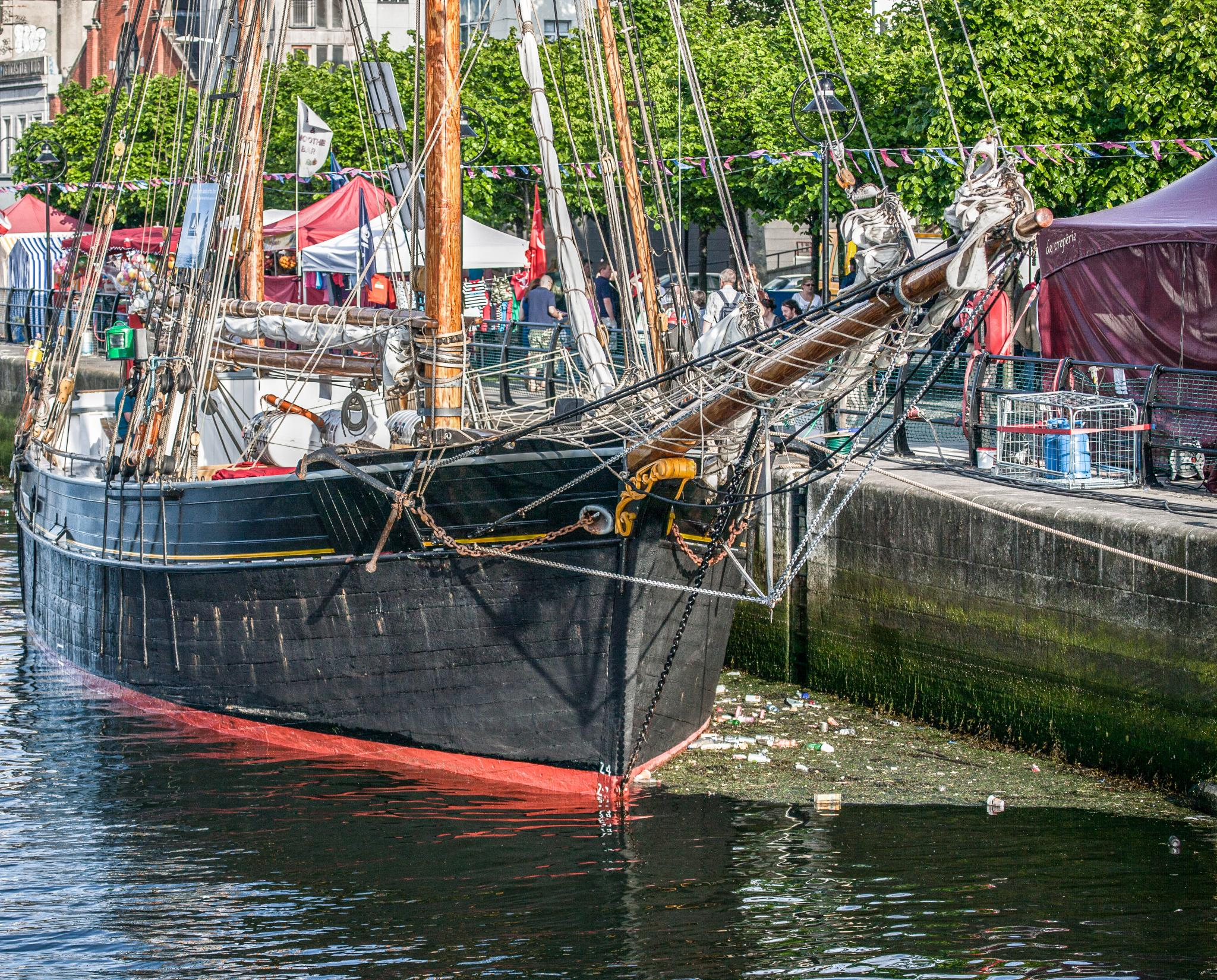
Торговий кетч Вест-Кантрі, термін, який широко використовувався у XVIII столітті

Термін Вест-Кантрі дербі використовується для позначення спортивних змагань між такими містами, як Бристоль і Бат або Глостер і Бат.
«West Country Lamb» і «West Country Beef» є захищеними географічними позначеннями ЄС (PGI), що охоплюють продукти від тварин, народжених і вирощених у Корнуоллі, Девоні, Дорсеті, Сомерсеті, Вілтширі або Глостерширі. «West Country Farmhouse Cheddar» — це захищене найменування походження (PDO), обмежене сиром чеддер, виготовленим традиційним способом у Корнуоллі, Девоні, Дорсеті чи Сомерсеті.
ITV West Country — франшиза ITV, яка транслює місцеві новини, погоду та програми поточних подій у двох регіонах: ITV West Country West охоплює острови Сіллі, Корнуолл, Девон і частини Дорсета й Сомерсета, а ITV West Country East охоплює решту Сомерсета й Дорсета разом із Бристолем, Глостерширом і Вілтширом. ITV West Country West була окремою франшизою ITV до 2014 року, коли вона об'єдналася з франшизою ITV West, раніше HTV West, яка спочатку була запущена як Westcountry Television з головною студією в Плімуті в 1993 році.
Карнавали Вест-Кантрі проводяться в багатьох містах графства Сомерсет та його околиць. Атлас музеїв, галерей і головних визначних пам'яток, що підтримується урядом, відповідає Південно-Західному регіону, за винятком Глостершира. В історії швейного району Вест-Кантрі можна знайти особливі товари, що експортувались зі східного Сомерсета та частини Вілтшира, Глостершира, а іноді й Оксфордшира та Беркшира. Його головний регіональний суперник навколо Тівертона та Ексетера на південному заході спеціалізувався на власному текстилі та одязі.
Колишня пивоварня в Челтнемі реалізовувала свій товар під маркою Елі Вест-Кантрі (англ. West Country Ales) і їхні керамічні таблички все ще можна побачити вбудованими в стінах пабів.